# قائمة اضطرابات القدم والكاحل
تشمل قائمة اضطرابات القدم والكاحل العديد من الأمراض، ومِنها:

## اضطرابات الجلد
- سعفة القدم (القدم الرياضي)
- مسمار القدم
- ظفر ناشب
- تقران

## اضطرابات المفاصل
- ورم ملتهب
- إبهام أفحج
- اعتلال مفصلي (اعتلال مفصلي عصبي المنشأ)
- التهاب المفاصل الروماتويدي
- فصال عظمي

## اضطرابات العظم
- كسر العظم
- كسر جونز
- كسر بوت
- التهاب العظم والنقي
- سرطان العظم

## اضطرابات الأعصاب
- متلازمة النفق الرسغي
- ورم عصبي
- ألم المشط
- متلازمة الانضغاط العصبي

## اضطرابات مركبة
- حنف القدم
- قدم جوفاء

## اضطرابات جينية
- كثرة الأصابع

## اضطرابات معينة مع الأمراض الجهازية
- قدم سكرية
- التهاب المفاصل الروماتويدي
- اعتلال الأعصاب المحيطية
- التهاب اللفافة الأخمصية